# Karol Józef Hieronim Bonaparte
Karol Bonaparte, książę Napoléon, właśc., fr. Charles Marie Jérôme Joseph Victor, Prince Napoléon, używa nazwiska Charles Napoléon (ur. 19 października 1950 w Boulogne-sur-Seine) – książę, polityk francuski, magister prawa, dr nauk ekonomicznych, od 1997 głowa rodu Bonapartów i bonapartystowski pretendent do tronu Francji jako Napoleon VII.

## Życiorys
Urodził się jako najstarszy syn księcia Napoleona Ludwika Hieronima Bonaparte i jego małżonki Alix de Foresta. 19 września 1978 poślubił księżniczkę Beatrice Marie Caroline Louise z rodu Burbonów Obojga Sycylii (*16 czerwca 1950), córkę księcia Ferdynanda Marii de Bourbon-Deux Siciles i Chantal de Chevron-Villette. Ma z nią dwoje dzieci:
- Karolinę Marię Konstancję (urodzoną 24 października 1980)

∞ Eric Alain Marie Quérénet-Onfroy de Bréville
* Elvire Quérénet-Onfroy de Breville (ur. 2010)
* Augustin Quérénet-Onfroy de Breville (ur. kwiecień 2013)
- Jana Krzysztofa Ludwika Ferdynanda Alberyka (urodzonego 11 lipca 1986)

Po rozwodzie w roku 1989, zawarł w 1996 drugie małżeństwo z Jeanne Valicionni (ur. 1958), z którą ma dwie córki:
- Zofię Katarzynę (ur. 18 kwietnia 1992, w Paryżu)
- Anh Letycję Napoleonę (ur. 22 kwietnia 1998 w Ho Chi Minhie), adoptowaną Wietnamkę.

Jego ojciec, który sam nie był żonaty z księżniczką krwi, nie przebaczył mu rozwodu z burbońską księżniczką i przed śmiercią wydziedziczył go, ogłaszając swym następcą wnuka Jana Krzysztofa. Spór o sukcesję trwa.
Karol Józef Bonaparte działał jako polityk komunalny (wiceburmistrz) w Ajaccio na Korsyce.

## Prace Karola Bonaparte
- Histoire des Transports Urbains, 1999
- Bonaparte et Paoli, Paris 2000
- Les Bonaparte, des esprits rebelles, Paris 2006
- Pour une nouvelle République, (wydanie planowane 2007)